# Pfarrkirche Mitterretzbach

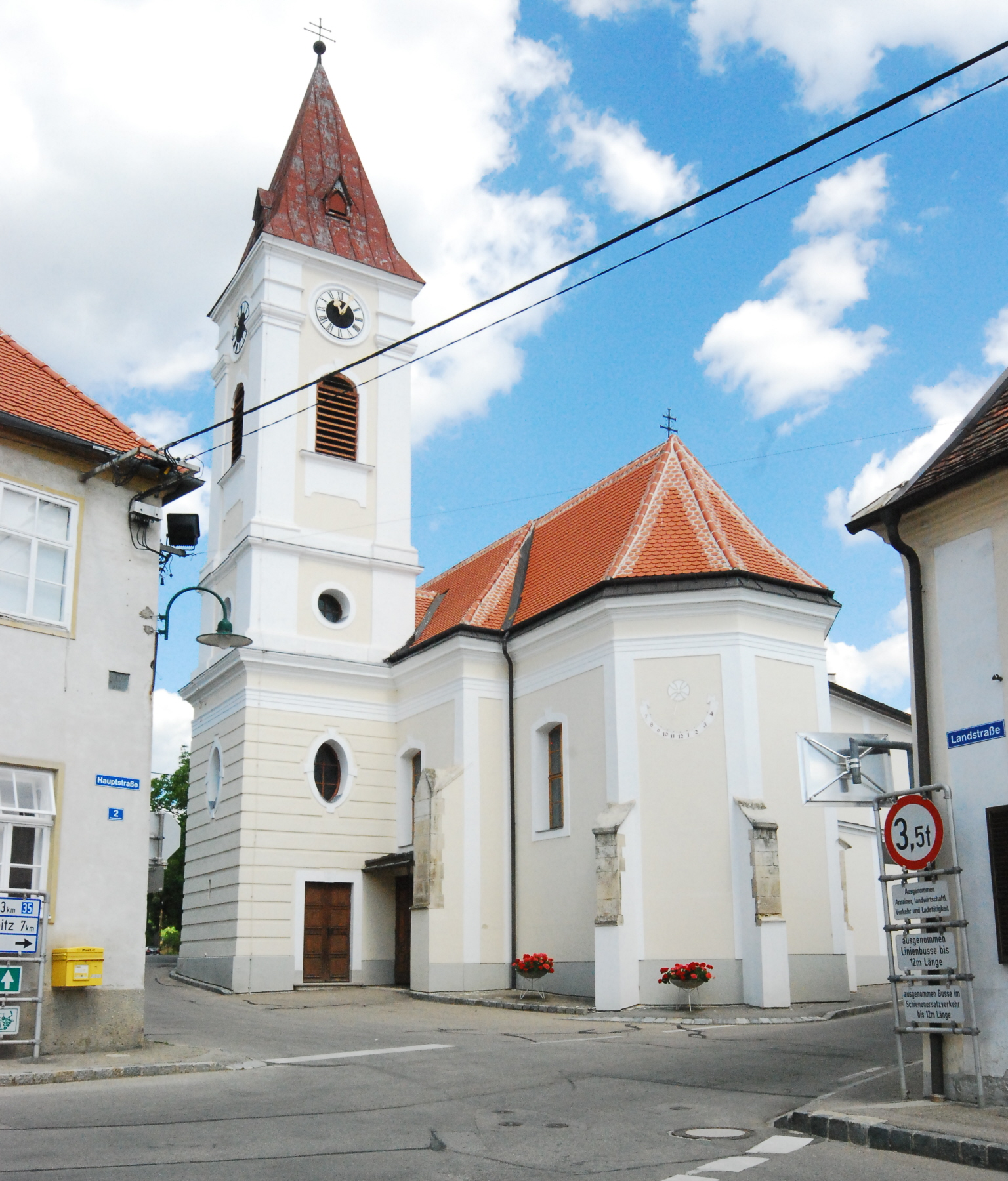
Katholische Pfarrkirche Hl. Margaretha in Mitterretzbach

Die römisch-katholische Pfarrkirche Mitterretzbach steht im Nordwesten der Ortschaft Mitterretzbach in der Gemeinde Retzbach in Bezirk Hollabrunn in Niederösterreich. Die dem Patrozinium der heiligen Margareta von Antiochia unterstellte Pfarrkirche gehört zum Dekanat Retz-Pulkautal in der Erzdiözese Wien. Die Kirche steht unter Denkmalschutz (Listeneintrag).

## Geschichte
Ab 1279 war Mitterretzbach eine Filiale der Pfarrkirche Unterretzbach; 1783 wurde die Pfarre gegründet und dem Stift Lilienfeld inkorporiert.

## Architektur
Die Kirche ist ein kleines spätgotisches Gebäude mit einem Südturm, das wahrscheinlich nach 1700 oder nach Gründung der Pfarre barock verändert wurde.
Das Kirchenäußere zeigt ein spätgotisches Langhaus und einen eingezogenen Chor mit einem Fünfachtelschluss, schlicht gegliedert durch halbhohe Strebepfeiler und barocke Rundbogenfenster. Der im Kern spätgotische Südturm zeigt einen zweizonigen Aufbau und eine barocke Gliederung, das Erdgeschoß ist gebändert, das Glockengeschoß hat Eckpilaster und Rundbogenfenster. An der Nordseite steht eine zweigeschoßige Sakristei und ein Kapellen- und Oratoriumsanbau aus dem 19. Jahrhundert.
Das Kircheninnere zeigt ein vierjochiges Langhaus mit einem Netzrippengewölbe auf schlanken, abgekappten Diensten um 1500. Der einjochige eingezogene, im Kern spätgotische Chor hat ein barockes korbbogiges Tonnengewölbe mit Stichkappen und eine ausgerundete Apsis, gerahmt von kompositen Pilastern mit vergoldeten Kapitellen und reichem Gebälk aus dem 18. Jahrhundert.

## Einrichtung
Es gibt eine kleine polychromierte Holzfigur Maria mit Kind um 1630.
Die Orgel baute Max Jakob 1911. Eine Glocke nennt Mathias Prininger 1718. Eine Glocke nennt Johann Georg Scheichel 1760.